# Quills, la plume et le sang
Ne doit pas être confondu avec le film documentaire japonais Quill (2004)
Pour plus de détails, voir Fiche technique et Distribution.
Quills, la plume et le sang (Quills) est un film américano-germano-britannique réalisé par Philip Kaufman et sorti en 2000. Il s'agit d'une adaptation de la pièce de théâtre Quills, écrite par Doug Wright, également scénariste du film, et vainqueur de l'Off-Broadway Theater Award (ou Obie Award), prix remis par le journal The Village Voice et récompensant les meilleures pièces « Off Broadway ».
Le film raconte les derniers mois de la vie du marquis de Sade.

## Synopsis
Emprisonné à l'asile de Charenton dirigé par l'Abbé du Coulmier (Joaquin Phoenix), le marquis de Sade (Geoffrey Rush) parvient à faire passer nombre de ses écrits via une jeune lingère travaillant au couvent, Madeleine (Kate Winslet), fascinée par l'homme, tout en étant attirée par l'Abbé, qui lui refuse son amour.
Mais l'administration estime que les méthodes de l'abbé sont trop « libérales », et le docteur Royer-Collard (Michael Caine) est envoyé à l'asile pour tenter de « soigner » le marquis, en le privant petit à petit de ses moyens d'expression.

## Fiche technique
- Titre : Quills, la plume et le sang
- Titre original : Quills
- Réalisation : Philip Kaufman
- Scénario : Doug Wright, d'après la pièce de théâtre écrite par Doug Wright
- Musique : Stephen Warbeck
- Photographie : Rogier Stoffers
- Montage : Peter Boyle
- Décors : Martin Childs et Mark Raggett
- Costumes : Jacqueline West
- Production : Julia Chasman, Mark Huffam, Peter Kaufman, Des McAnuff, Sandra Schulberg, Nick Wechsler, Rudolf G. Wiesmeier
- Société de production : Fox Searchlight Pictures
- Société de distribution : Fox Searchlight Pictures (USA), 20th Century Fox (Royaume-Uni et Allemagne), UGC Fox Distribution (France)
- Pays de production :  États-Unis,  Allemagne,  Royaume-Uni
- Langue originale : anglais
- Format : Couleurs - 1,85:1 - Dolby Digital - 35 mm
- Genre : drame, biographique, historique
- Durée : 124 minutes
- Dates de sortie :
  - États-Unis : 15 décembre 2000
  - Royaume-Uni : 19 janvier 2001
  - Allemagne : 8 mars 2001
  - France : 21 mars 2001
  - Belgique : 21 mars 2001
- Film interdit aux moins de 12 ans lors de sa sortie en France

## Distribution
- Geoffrey Rush (VF : Jacques Frantz) : le Marquis de Sade
- Kate Winslet (VF : Anneliese Fromont) : Madeleine « Maddy » LeClerc
- Joaquin Phoenix (VF : Éric Herson-Macarel) : l'Abbé du Coulmier
- Michael Caine (VF : Bernard Dhéran) : Dr Royer-Collard
- Billie Whitelaw (VF : Denise Roland) : Madame LeClerc
- Patrick Malahide (VF : Michel Prud'homme) : Delbené
- Amelia Warner (VF : Caroline Victoria) : Simone
- Jane Menelaus (VF : Annie Bertin) : Renee Pelagie
- Stephen Moyer (VF : Damien Boisseau) : Prouix, l'architecte
- Tony Pritchard (VF : Tony Joudrier) : Valcour
- Michael Jenn (VF : Gérard Darier) : Cleante
- Danny Babington (VF : Roland Timsit) : Pitou
- George Yiasoumi (VF : Damien Witecka) : Dauphin
- Stephen Marcus (VF : Jean-Claude Sachot) : Bouchon
- Elizabeth Berrington (VF : Marie-Laure Dougnac) : Charlotte
- Ron Cook : Napoléon

Source : Version française (V. F.) sur AlloDoublage

## Production
La réalisation avait été proposée à Paul Verhoeven. Avant de revenir à Joaquin Phoenix, le rôle de l'Abbé du Coulmier avait été proposé à Hugh Jackman.
Le tournage a lieu à Londres (Old Royal Naval College), à Luton dans le Bedfordshire, à Oxford et ses environs dans l'Oxfordshire, ainsi que dans les Pinewood Studios dans le Buckinghamshire.

## Bande originale
La bande originale a été composée par Stephen Warbeck :
1. The Marquis and the Scaffold - 3:08
2. The Abbe and Madelaine - 2:19
3. The Convent - 2:22
4. Plans for a Burial - 1:17
5. Dream of Madelaine - 4:41
6. Royer-Collard and Bouchon - 4:15
7. Aphrodisiac - 2:59
8. The Last Story - 7:35
9. The Marquis' Cell at Charenton - 4:37
10. The End: A New Manuscript - 7:31
11. The Printing Press - 2:24

Non-incluse dans l'album de la bande originale, la chanson française Au clair de la lune est chantée ou sifflée à plusieurs reprises par le Marquis.

« Au clair de la lune, mon ami Pierrot
Prête-moi ta plume, pour écrire un mot.
Ma chandelle est morte, je n'ai plus de feu.
Ouvre-moi ta porte, pour l'amour de Dieu.
Au clair de la lune, Pierrot répondit :
_ Je n'ai pas de plume, je suis dans mon lit.
Va chez la voisine, je crois qu'elle y est
Car dans sa cuisine, on bat le briquet.
Au clair de la lune, l'aimable lubin
Frappe chez la brune, elle répond soudain
_ Qui frappe de la sorte ?, il dit à son tour
_ Ouvrez votre porte pour le Dieu d'Amour.
Au clair de la lune, on n'y voit qu'un peu
On chercha la plume, on chercha du feu
En cherchant d'la sorte je n'sais c'qu'on trouva
Mais je sais qu'la porte sur eux se ferma. »

— Anonyme, Au clair de la lune (1860)

## Sortie et accueil

### Critique
Le film est noté à 74 % sur le site Rotten Tomatoes et est évalué à 3,2/5 (Presse) et 3,4/5 (Spectateurs) sur le site d'Allociné.
Les commentaires du film ont globalement été bons, voire élogieux envers l'interprétation de Geoffrey Rush.
Elvis Mitchell, du New York Times a félicité « l'élégance euphorique » de la direction de Kaufman et la performance de Geoffrey Rush « joyeuse... flamboyante ».
Peter Travers, du magazine Rolling Stone a écrit que les acteurs étaient « exceptionnels », en particulier Geoffrey Rush, « scandaleusement bon », dans un film « lettré, érotique, et un délice à écouter ».
Neil Schaeffer, auteur de The Marquis de Sade: A Life, utilisé par le réalisateur Philip Kaufman comme référence, a, dans une critique publiée dans le journal The Guardian, critiqué le film sur son manque d'exactitude historique. Schaeffer a particulièrement critiqué que l'image de Sade, « un martyr de l'oppression et de la censure de l'Église et l'État », ait été éludée pour « une conclusion surréaliste et didactique qui n'a aucun lien avec la vérité ».

### Box-office
Il a rapporté 17 989 227 $ au niveau mondial, dont 7 065 332 $ aux États-Unis.

## Distinctions

### Récompenses
- Critics Choice Awards : meilleur acteur dans un rôle secondaire (Joaquin Phoenix)
- Evening Standard British Film Awards : meilleure actrice (Kate Winslet)
- National Board of Review : Freedom of Expression Award ; meilleur film ; meilleur acteur dans un rôle secondaire (Joaquin Phoenix)
- Satellite Awards : meilleur acteur - Drame (Geoffrey Rush) ; meilleur scénario adapté (Doug Wright)

### Nominations
- Oscars du cinéma : meilleur acteur dans un rôle principal (Geoffrey Rush) ; meilleure direction artistique (Martin Childs et Jill Quertier) ; meilleurs costumes (Jacqueline West)
- BAFTA Awards : meilleur acteur dans un rôle principal (Geoffrey Rush) ; meilleure direction artistique (Martin Childs) ; meilleurs costumes (Jacqueline West) ; meilleurs maquillages et coiffures (Peter King) et Nuala Conway)
- Critics Choice Awards : meilleur film
- Empire Awards : meilleure actrice (Kate Winslet)
- Golden Globes : meilleur acteur dans un rôle principal - Drame (Geoffrey Rush) ; meilleur scénario (Doug Wright)
- London Critics Circle Film Awards : actrice britannique de l'année (Kate Winslet) ; acteur britannique de l'année dans un rôle secondaire (Michael Caine) ; réalisateur de l'année (Philip Kaufman)
- Online Film Critics Society Awards : meilleur acteur (Geoffrey Rush) ; meilleur scénario (Doug Wright)
- Satellite Awards : meilleur film ; meilleur réalisateur (Philip Kaufman), meilleure actrice dans un rôle secondaire - Drame (Kate Winslet)
- Screen Actors Guild Awards : meilleur acteur dans un rôle principal (Geoffrey Rush) ; meilleure actrice dans un rôle secondaire (Kate Winslet)

## Commentaire
(septembre 2023).
- Si vous ne connaissez pas le sujet, laissez ce bandeau (vous pouvez alors contacter les auteurs).
- Si vous supprimez le contenu mis en cause (vous pouvez préalablement contacter les auteurs),

argumentez précisément cette suppression dans la page de discussion
(un manque de référence n'est pas un argument ; une recherche réelle de référence doit avoir été effectuée, être formellement documentée).
Donatien Alphonse François, marquis de Sade, est un écrivain et un philosophe français, longtemps voué à l’anathème en raison de la part accordée dans son œuvre à un érotisme de la violence et de la cruauté. De son nom est tiré le néologisme « sadisme », pour désigner une perversion sexuelle dans laquelle la satisfaction est liée à la souffrance ou à l’humiliation infligée à autrui.
Bien que basés sur les faits réels entourant la fin de la vie du marquis de Sade, le film a pris certaines libertés avec la réalité : la seconde femme du marquis, Marie-Constance Quesnet, a habité avec lui à l'asile de Charenton jusqu'à son suicide. Il a été rapporté qu'il aurait eu une liaison avec Madeleine Leclerc (interprétée par Kate Winslet), qui avait 13 ans à l'époque.